# 斯塔蒂克 (肯塔基州和田納西州)
斯塔蒂克（英語：Static）是位於美國肯塔基州克林頓縣的一個非建制地區。

## 地理
斯塔蒂克所處的海拔為高於海平面306米（即1004英呎），而該地所採用的時區為UTC-6，即北美中部時區（CST）。同時該地設有夏令時間，為UTC-6調快一小時，即UTC-5（CDT）。